# رياض عصمت
رياض عصمت (11 تموز 1947 - 13 أيار 2020) قاص ومؤلف وناقد ومخرج مسرحي سوري، وسفير ووزير ثقافة أسبق.
متزوج من السيدة عزة قنباز، ولهما ابنة وصبيان.

## حياته الشخصية
ولد في دمشق ودرس في مدارسها وجامعتها، حيث نال بكالوريوس في الأدب الإنجليزي 1968. شغل خلال مسيرته الإبداعية عدداً من المناصب، منها عميداً للمعهد العالي للفنون المسرحية، ومعاوناً لوزير الثقافة، ومديراً عاماً للإذاعة والتلفزيون، وسفيراً لبلاده، وأخيراً وزيراً للثقافة بين 2010 و 2012، غادر بعدها سوريا إلى الولايات المتحدة ليعمل كأستاذ زائر في «جامعة نورث وسترن» في مدينة إيفانستون بولاية إلينوي.

## المسرح
بدأت علاقته بالمسرح منذ أن شارك في العرض الجامعي بالإنجليزية لمسرحية شكسبير «جعجعة بلا طحن» 1967 من إخراج د. رفيق الصبان. بعدها، بدأ بنشر مقالاته النقدية عن المسرح، ثم أخرج لطلبة «معهد الحرية» (اللاييك) «أنتيجون» سوفوكليس 1972، و«هاملت» شكسبير 1973، ودرب الممثلين الهواة لصالح منظمتي الشبيبة والعمال.
قدمت معظم مسرحياته في سوريا ودول عربية أخرى، منها لبنان والعراق وتونس وليبيا والسودان ومدينة القدس، خاصة «لعبة الحب والثورة» التي كان أول من أخرجها حسين الإدلبي لصالح «مسرح دمشق القومي» بدمشق 1975 وعرضت في مهرجان قرطاج بتونس، وكذلك مسرحيته القصيرة «الذي لا يأتي» التي كان أول من أخرجها لفرقة «المسرح الجامعي» فواز الساجر، وعرضت في مهرجان دمشق للفنون المسرحية 1976. أخرج هشام كفارنة مسرحيته «عبلة وعنتر» لصالح مسرح دمشق القومي، ولعب بطولتها زيناتي قدسية 2008. كما أخرج هشام كفارنة مسرحيته «ماتا هاري» لصالح مسرح دمشق القومي 2012.

## دراسته
عقب تأسيس «المعهد العالي للفنون المسرحية» 1977، قام بتدريس «الأدب المسرحي» فيه، ثم سافر إلى بريطانيا لاستكمال دراسته العليا، فدرس «تدريب الممثل» في «دراما سنتر- لندن» لفترة من الزمن، ثم نال دبلوماً عالياً في الإخراج المسرحي 1982 من جامعة كارديف في ويلز، حيث أخرج مسرحيته «ألف ليلة وليلة» بالإنجليزية لمسرح «شيرمان الدائري» (ظهرت بالعربية تحت عنوان «ليالي شهريار»،) ومسرحية «الفخ» لألفريد فرج.
عاد إلى لندن ليتدرب على الإخراج التلفزيوني في «بي. بي. سي.» 1983، كما تلقى عدة دورات في فن الإيماء في «مركز الإيماء» بلندن على يدي آدم داريوس وسواه.
بعدها، سافر إلى الولايات المتحدة، لينال دكتوراه عن أطروحته حول تدريب الممثل 1988. ألقى عدداً من المحاضرات عن المسرح العربي، وعن نجيب محفوظ، في جامعات «بيركلي»، و«سان- فرانسيسكو»، و«واشنطن». كما عمل مساعداً للمخرج الطليعي الأميركي الشهير جوزيف تشيكن، ولأستاذة التمثيل كاميل هوارد، ولأستاذ الإخراج مارك ايبستين، وقام بدورة في معهد أستاذة منهج ستانسلافسكي الشهيرة: جين شلتون.

## إخراجه
بدايته، كانت مع طلبة معهد اللاييك في دمشق عبر إخراجه «أنتيغون» سوفوكليس 1972، فنال عليها جائزة عبد الوهاب أبو السعود الذهبية للإخراج في مهرجان المسرح المدرسي الأول، ثم أخرج «هاملت» لشكسبير 1973، وكلاهما قدم بطراز مسرح الحلبة.
أسس «مركز إيماء دمشق» عام 1986، ووصمم ودرّب ولعب بطولة أول عرض إيمائي في سورية بعنوان «برج الحمام الجديد»، ثم أخرج مونودراما «الاختيار» لندى حمصي، لتجوب من القاهرة إلى كاليفورنيا لتصل إلى اليابان.
عمل رياض عصمت في فترات مختلفة أستاذاً لمواد التمثيل والإخراج والأدب المسرحي والمختبر في المعهد العالي للفنون المسرحية، حيث أخرج عرضاً بعنوان «شكسبير: شخصيات وكاريكاتير» (1986)، كما خرّج دفعة طلبة التمثيل من المعهد عام 1999 عام بمسرحيتي «الحيوانات الزجاجية» لتنيسي وليامز، و«الموت والعذراء» لآرييل دورفمان. وخرج دفعة أخرى عام 2002 بمسرحية شكسبير «حلم ليلة صيف»، التي جالت اللاذقية والقاهرة والإمارات العربية المتحدة أما تلفزيونياً، فأخرج ثلاثيته «الفنان والحب» عام 1985.
أخرج رياض عصمت لصالح فرقة (مسرح دمشق القومي) أربع مسرحيات، هي: «ليالي شهريار» (1995) من تأليفه، مسرحية تنيسي وليامز «ترامواي الرغبة» (1998)، مسرحية فرانك فيديكند «يقظة الربيع» (2000)، ومسرحية شكسبير «حكاية الشتاء» (2001) من بطولة سلاف فواخرجي، وقد شاركت في مهرجان قرطاج في تونس. كما أخرج لصالح (فرقة المعهد) ميوزيكال «سفر النرجس» من تأليفه وتلحين رعد خلف وأداء نورا رحال، ومسرحية «القناع» من تأليف ممدوح عدوان. أخرج أيضاً مسرحية برشت «رؤى سيمون ماشار» لصالح (فرقة الرعية الجامعية).

## أعماله
ألّف رياض عصمت 33 كتاباً بين مسرحيات وقصص ونقد. أشهر مسرحياته: «لعبة الحب والثورة»، «الحداد يليق بأنتيغون»، «السندباد»، «ليالي شهريار»، «عبلة وعنتر»، «جمهورية الموز»، «بحثاً عن زنوبيا» و«ماتا هاري».
أشهر كتبه النقدية: «بقعة ضوء»، «شيطان المسرح»، «البطل التراجيدي في المسرح العالمي»، «الصوت والصدى: دراسة في القصة السورية الحديثة»، «نجيب محفوظ: ما وراء الواقعية»، «المسرح العربي: حلم أم علم»، «ذكريات السينما»، «رؤى في المسرح العالمي والعربي»، إضافة إلى كتابين مترجمين هما: «سينما الغرب الأمريكي» و«التمثيل السينمائي».
أشهر مجموعاته القصصية: «غابة الخنازير البرية»، «الثلج الأسود»، «شمس الليل» و«ليلة شاب الغراب»، فضلاً عن قصة الأطفال «حكايات ذلك الصيف». نشر رياض عصمت مئات المقالات في مجلات وصحف سورية وعربية وأجنبية، خاصة في مجلة «الجيل» الشهرية. كما كتب طيلة ثلاث سنوات مقالاً أسبوعياً لمجلة «المجلة» حتى توقفها عن الصدور.
فاز رياض عصمت بالجائزة الأولى في المسابقة التي نظمتها إذاعة صوت ألمانيا عام 1993 لأفضل قصة عربية من بين 1095 متسابقاً، عن قصته واحة لا تحب العصافير، التي حولت مرتين إلى تمثيلية إذاعية في ألمانيا، كذلك ترجمت إلى اللغة الألمانية وقدمتها في حلقات طويلة إذاعة صوت ألمانيا، وقدمت مرة في إذاعة صوت العرب في القاهرة.
كتب رياض عصمت السيناريو الحوار لعدد من التمثيليات والمسلسلات التلفزيونية، أشهرها: «المجهول» المقتبس عن أغاثا كريستي من بطولة نادين وطلحت حمدي، و«قصص الغموض» بطولة غسان مسعود، وكلاهما من إخراج محمد الشيخ نجيب، «تاج من شوك» المستلهم من شكسبير (1997) من إخراج شوقي الماجري، و«جلد الأفعى» (1999) من إخراج سليم صبري، و«هولاكو» (2002) من إخراج باسل الخطيب، وكلاهما من بطولة أيمن زيدان وجيانا عيد ونورمان أسعد، وفاز «هولاكو» بالجائزة الذهبية لأفضل مسلسل تاريخي في مهرجان «اتحاد الإذاعات العربية» في تونس عام 2003.

## مناصب تولاها
شغل خلال حياته المهنية المناصب التالية:
- رئيس دائرة البرامج الثقافية في التلفزيون السوري
- عميد المعهد العالي للفنون المسرحية
- معاون وزير الثقافة
- مدير عام الهيئة العامة للإذاعة والتلفزيون
- سفير سورية لدى باكستان ثم لدى قطر
- وزيرا للثقافة من عام 2010 وحتى تنحيه عن المنصب في عام 2012.
- عمل منذ عام 2013 أستاذاً زائراً في بعض جامعات الولايات المتحدة الأمريكية.

## شهاداته
- دكتوراه في الفنون المسرحية - الولايات المتحدة
- دكتوراه في شكسبير - باكستان
- ماجستير في الإخراج المسرحي - بريطانيا
- بكالوريوس في الأدب الإنكليزي - سورية
- شهادة في الإخراج التلفزيوني من بي بي سي - لندن

## وفاته
أعلن صباح يوم 14 أيار 2020، عن وفاته في الليلة التي مضت في إحدى مشافي شيكاغو الأميركية، جراء إصابته بفيروس كورونا، عن عمر ناهز الثالثة والسبعين سنة.

## روابط خارجية
- رياض عصمت على موقع IMDb (الإنجليزية)